# Neurociência da música
Neurociência da música é o estudo científico dos mecanismos cérebro-baseados envolvidos nos processos cognitivos relativos à música. Esses comportamentos incluem escuta musical, performance, composição, leitura, escrita, e atividades auxiliares. É também o estudo que se preocupa cada vez mais com os mecanismos cerebrais que regem estética e emoção na música. Cientistas que trabalham nessa área podem ser especializados em neurociência cognitiva, neurologia, neuroanatomia, psicologia, teoria musical, ciência da computação, e outras áreas relevantes.
Diferentemente da musicologia cognitiva, a neurociência cognitiva da música representa um ramo significativo da psicologia musical, e depende da observação direta do cérebro e do uso de técnicas como imagem por ressonância magnética funcional (fMRI, do inglês functional magnetic ressonance imaging) e tomografia por emissão de pósitrons (PET, do inglês positron emission tomography).

## Elementos da música

### Altura
Os sons, ou ondas sonoras, são o resultado da vibração de moléculas em diferentes frequências. Essas ondas deslocam-se pela membrana basilar na cóclea do ouvido interno. Diferentes frequências sonoras causam vibrações em diferentes locais da membrana basilar. Somos capazes de escutar diferentes alturas porque cada frequência sonora é correlacionada a diferentes locais ao longo da membrana basilar. Esse arranjo espacial dos sons, e suas respectivas frequências, processados na membrana basilar é conhecido como tonotopia.
Quando as células ciliadas da membrana basilar se movem em consequência da vibração das ondas sonoras, elas liberam neurotransmissores e produzem potencial de ação, o que ocorre até os nervos auditivos. Os nervos auditivos, então, se orientam às várias camadas de sinapses em numerosos clusters de neurônios, ou núcleo, no sistema auditivo. Esses núcleos são tonotopicamente organizados, e o processo de acionamento dessa tonotopia depois da cóclea ainda não é bem compreendido. Essa tonotopia é, em geral, preservada até o córtex auditivo primário em mamíferos.
Um mecanismo amplamente postulado para processamento de altura no início do sistema auditivo central é o bloqueio de fase (phase-locking) e o bloqueio de modo (mode-locking) dos potenciais de ação para frequências em um estímulo. Bloqueio de fase para frequências de estímulo têm sido encontradas no nervo auditivo, nos núcleos cocleares, no colículo inferior, e no tálamo auditivo. Dessa maneira, por bloqueio de fase e de modo, o tronco cerebral auditivo é conhecido por preservar dos sons originais uma grande parte das informações das frequências graves e das temporais; isso é evidente ao medir a resposta do tronco auditivo usando EEG. Essa preservação temporal é uma maneira de argumentar a favor da Teoria Temporal da percepção de alturas, e de argumentar indiretamente contra a Teoria do Lugar da percepção da altura.

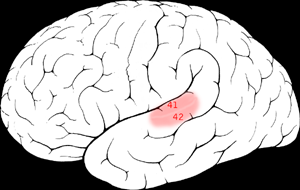
O córtex auditivo primário é uma das principais áreas associadas à resolução superior da altura.

O córtex auditivo secundário direito tem melhor resolução de altura do que o esquerdo. Hyde, Peretz e Zatorre (2008) usaram imagem por ressonância magnética funcional (fMRI) em seus estudos para testar o envolvimento das regiões corticais auditivas no processamento de frequências em sequências melódicas. Além de encontrarem uma resolução superior de altura no córtex auditivo secundário direito, áreas específicas que também demonstraram envolvimento foram o planum temporale (PT) no córtex auditivo secundário, e o córtex auditivo primário na seção média do giro de Heschl (HG, do inglês Hesdchl's gyrus).

Muitos estudos com neuroimagens encontraram evidências da importância das regiões auditivas secundárias direita em aspectos do processamento musical da altura, como a melodia. Muitos desses estudos tais como os de Patterson, Uppenkamp, Johnsrude e Griffiths (2002) também encontraram evidências de hierarquia no processamento de altura. Patterson et al. (2002) usaram sons combinados de forma espectral que geravam altura indefinida, altura fixa ou melodia em um estudo de imagem por ressonância magnética funcional e descobriram que todas as condições ativavam o HG e o PT. Sons com alturas ativavam mais dessas regiões do que sons sem altura. Quando uma melodia era gerada a ativação se espalhava pelo giro temporal superior (GTS) e pelo planum polare (PP). Esses resultados sustentam a existência de uma hierarquia no processamento de altura.

#### Ouvido absoluto

Músicos que possuem ouvido absoluto podem identificar a altura de notas musicais sem auxílio de referências externas.

Ouvido absoluto é definido pela habilidade de identificar a altura de notas musicais e nomeá-las sem o uso de nenhuma referência externa.  Pesquisas neurocientíficas não descobriram um padrão próprio de ativação comum às pessoas em posse de ouvido absoluto. Zatorre, Perry, Beckett, Westbury e Evans (1998) examinaram as bases neurais dessa habilidade usando técnicas de imagens cerebrais funcionais e estruturais. Tomografias por emissão de pósitrons foram utilizadas para medir o fluxo sanguíneo cerebral em músicos com ouvido absoluto bem como músicos sem ouvido absoluto. Quando submetidos a notas musicais, ambos os grupos demonstraram padrões similares no aumento do fluxo cerebral sanguíneo em áreas corticais auditivas. Indivíduos com e sem ouvido absoluto demonstraram padrões similares de atividade frontal dorsolateral quando realizaram julgamento da altura da nota. Entretanto, indivíduos sem ouvido absoluto demonstraram ativação no córtex frontal inferior direito, enquanto pessoas com ouvido absoluto não demonstraram tal atividade. Essas evidências sugerem que músicos com ouvido absoluto não precisam de acesso a recursos de memória de trabalho para tais tarefas. Isso indica que não há um padrão específico de ativação comum a pessoas com ouvido absoluto. Em vez disso, a disponibilidade de mecanismos de processamento específicos e demanda de tarefas determinam as áreas neurais recrutadas.

### Melodia
Estudos sugerem que indivíduos são capazes de detectar automaticamente diferenças ou anomalias em melodias ou notas desafinadas as quais não se adequam às suas experiências musicais pregressas. Tal processamento automático ocorre no córtex auditivo secundário. Brattico, Tervaniemi, Naatanen, e Peretz (2006) realizaram tal estudo para determinar se a detecção das notas ditas ‘desafinadas’ poderiam ocorrer, de fato, automaticamente. Eles registraram potenciais relacionados a eventos (PRE) (ERPs, do inglês event-related potentials ) em não-músicos enquanto estes eram apresentados a melodias  desconhecidas com notas e acordes fora da tonalidade (desafinados) enquanto os participantes estavam distraídos dos sons ou atentos à melodia. Ambas as condições mostraram negatividade relacionada a erro frontal evidente independente de onde a atenção estava direcionada. Esse evento de negatividade relacionada a erro originou-se no córtex auditivo, mais precisamente córtex auditivo secundário com maior atividade do hemisfério direito. A resposta negativa da respectiva área foi maior para notas desafinadas do que para notas fora da tonalidade. Taxas de incongruências musicais foram maiores para melodias desafinadas do que para melodias fora da tonalidade. Em situação de atenção foçada, notas desafinadas e notas fora da tonalidade produziram positividade parietal tardia. Os resultados de Brattico et al. (2006) sugerem que há um rápido e automático processamento de propriedades melódicas no córtex auditivo secundário. As evidências de que incongruências nas frequências eram detectadas automaticamente, mesmo no processamento de melodias desconhecidas, sugerem que há uma comparação automática de novas informações com conhecimentos de longo prazo de propriedades de escalas musicais, como regras influenciadas culturalmente (progressão de acordes, padrões de escalas, etc.) e expectativas individuais de como uma melodia deve proceder.

### Rítmo
O cinturão e o para-cinturão auditivos do hemisfério direito estão envolvidos no processamento de ritmo. Ritmo é um padrão de som ou movimento repetitivo ou insistente. Quando indivíduos se preparam para reproduzir um ritmo de intervalos regulares  (1:2 or 1:3) o córtex frontal esquerdo, o córtex parietal esquerdo e o cerebelo direito são todos ativados. Em ritmos mais complexos como 1:2.5, mais áreas do córtex cerebral e do cerebelo são envolvidas. Pesquisas com EEG têm mostrado também uma relação entre atividade elétrica cerebral e percepção de ritmo. Snyder e Large (2005) realizaram um estudo examinando a percepção rítmica em indivíduos humanos, descobrindo que a atividade de ondas gamma (20 – 60 Hz) correspondem às batidas em um ritmo. Dois tipos de atividade gamma foram achadas por Snyder & Large: atividade de gamma induzida, e atividade de gamma evocada. Atividade de gamma evocada foi encontrada depois de começadas as notas rítmicas; verificou-se que essa atividade é bloqueada por fase (picos e vales eram diretamente relacionados ao exato começo da nota) e não acontecem quando há uma lacuna na emissão de uma nota rítmica. Atividade de gamma induzida, a qual não demonstrou bloqueio por fase, também correspondia a cada batida. No entanto, atividade de gamma induzida não abrandou quando uma lacuna foi inserida no ritmo, indicando que atividade de gamma induzida pode possivelmente servir com uma espécie de metrônomo interno independente dos sinais recebidos no sistema auditivo.

### Tonalidade
Tonalidade descreve a relação entre elementos melódicos e harmônicos — notas, intervalos, acordes e escalas. Essas relações são frequentemente descritas como hierárquicas, de forma que um dos elementos domina ou atrai o outro. Elas ocorrem no elemento em si e entre os diversos tipos, criando uma rica e dinâmica percepção entre tons e seus contextos melódicos, harmônicos e cromáticos. Por consenso, tonalidade se refere somente às escalas maior e menor — exemplos de escalas cujos elementos são capazes de manter um conjunto consistente de relações funcionais. A relação funcional mais importante é da nota tônica (primeira nota de uma escala) e do acorde tônico (primeira nota da escala combinada com a terceira e a quinta nota) com o resto da escala. A tônica é o elemento que tenta afirmar sua dominância e atração sobre todas as outras e funciona como ponto máximo de atração, repouso e resolução para a escala.
O córtex auditivo direito está fundamentalmente envolvido na percepção de altura, melodia e ritmo .  Estudos de Petr Janata verificaram que existem áreas sensíveis à tonalidade no córtex pré-frontal medial, no cerebelo e no sulco temporal superior de ambos os hemisférios, e no giro temporal superior (o qual tem uma inclinação para o hemisfério direito).

## Produção musical e performance

### Funções de controle motor
Performance musical geralmente envolve pelo menos três funções elementares de controle motor: temporais, sequenciais e espaciais (organização dos movimentos motores).  Precisão temporal dos movimentos está relacionada ao ritmo musical. Ritmo, o padrão de intervalos temporais dentro de uma métrica musical ou frase, por sua vez, cria a percepção de batidas fortes ou fracas. Organizações espaciais e sequenciais relacionam-se à expressão de notas individuais em um instrumento musical.
Essas funções e seus mecanismos neurais têm sido investigadas separadamente em muitos estudos, mas muito pouco é conhecido sobre suas interações combinadas na produção de uma performance musical complexa. O estudo da música requer exame em conjunto desses fatores.

#### Timing (senso rítmico/capacidade de manter o ritmo)
Embora mecanismos neurais envolvidos em movimentos relacionados a timing tenham sido estudados rigorosamente ao longo dos últimos 20 anos, muito permanece controverso.  A habilidade de frasear movimentos com precisão rítmica tem sido creditada à um metrônomo ou mecanismo neural de registro de tempo onde o tempo é representado através de pulsos ou oscilações. Uma visão contrária a esse mecanismo metronômico tem sido cogitada afirmando que se trata de uma propriedade emergente dos movimentos da cinemática. A cinemática é definida como parâmetros de movimentos através de um espaço sem referenciais de forças (por exemplo, direção, velocidade e aceleração).
Estudos em neuroimagem funcional, assim como estudos em pacientes com danos cerebrais, têm conectado movimentos de timing a várias regiões corticais e subcorticais, incluindo o cerebelo, os núcleos da base e a área motora suplementar. Especificamente os núcleos da base e possivelmente a área motora suplementar estão envolvidos em intervalos de timing quando em longas escalas de tempo (1 segundo ou mais), enquanto o cerebelo pode ser mais importante no controle motor do timing em curtas escalas de tempo (milissegundos). Além disso, esses resultados indicam que o timing motor não é controlado por uma única região cerebral, mas por um conjunto de regiões que controlam parâmetros específicos de movimento e que dependem de uma escala de tempo relevante das sequências rítmicas.

#### Sequenciamento
O sequenciamento motor foi explorado tanto em termos de ordenação de movimentos individuais, como sequência de digitação para acordes pressionados, quanto em coordenação de subcomponentes de movimentos combinados complexos. Implicadas nesse processo estão várias regiões corticais e subcorticais, incluindo os núcleos da base, as áreas motoras e pré-motoras suplementares, o cerebelo e o córtices pré-motor e pré-frontal, todos envolvidos na produção e aprendizado de sequências motoras mas sem evidência explícita de suas contribuições específicas ou interações entre si. Em animais, estudos neurofisiológicos têm demonstrado uma interação entre córtex frontal e os núcleos da base durante o aprendizado de sequência de movimentos. Estudos de neuroimagens humanas também reforçam a contribuição dos núcleos da base para um aprendizado satisfatório.
O cerebelo é indiscutivelmente importante para o aprendizado de sequências e para a integração de movimentos individuais em sequências unificadas, enquanto a área pré-motora suplementar e a área motora suplementar têm demonstrado envolvimento na organização ou fragmentação de sequências de movimentos mais complexos.
Fragmentação, no sentido de reorganização e reagrupamento de sequência de movimentos em subsequências menores durante uma performance, é vista como facilitadora de uma performance fluente em movimentos complexos e com capacidades de melhorar a memória motora.
Por último, o córtex pré-motor demonstrou envolvimento em tarefas que requerem a produção de sequências relativamente complexas e pode estar envolvido com previsões motoras.

#### Organização espacial
Poucos estudos sobre controle motor complexo têm distinguido organizações espaciais de sequenciais, ainda que performances musicais avançadas demandem não somente sequenciamento preciso como também organização espacial dos movimentos. Estudos com animais e humanos reconheceram o envolvimento do lobo parietal, do córtex sensorial e do pré-motor no controle de movimentos quando requerida a integração de informações espaciais, sensoriais e motoras. Poucos estudos até agora examinaram explicitamente o papel do processamento espacial no contexto de atividades musicais.

### Interações auditivo-motoras

#### Interações de feedforward e feedback
Uma interação auditivo-motora pode ser livremente definida como qualquer comunicação ou vínculo entre dois sistemas.  Duas classes de interações motora auditivas são "feedforward" e "feedback".  Em interações feedforward, é o sistema auditivo que predominantemente influencia a resposta motora, frequentemente de uma maneira preditiva. Um exemplo é a marcação do pulso de um ritmo, quando o ouvinte antecipa o acento rítmico em uma peça musical. Outro exemplo é o efeito da música em distúrbios de movimento: estímulos auditivos rítmicos demonstraram melhora na capacidade de locomoção em paciente com doença de Parkinson e AVC.
Interações feedback são particularmente relevantes na execução de algum instrumento como violino, ou o canto, nos quais a altura é variável e deve ser constantemente controlada. Se o feedback auditivo é bloqueado, musicistas podem ainda executar uma peça bem ensaiada, mas expressivos aspectos da performance são afetados. Quando o feedback auditivo é experimentalmente manipulado por atrasos e distorções, a performance motora é significativamente alterada: feedback assíncrono interrompe o timing dos eventos, enquanto a alteração da informação de alturas interrompe a seleção de ações apropriadas, mas não seu timing. Isso sugere que interrupções ocorrem porque ambas ações e percepções dependem de uma única representação mental subjacente.

#### Modelos de interações auditivo-motoras
Diversos modelos de interações auditivo-motores estão em avanço. O modelo de Hickok e Poeppel, o qual é específico para a fala, propõe que um canal auditivo ventral mapeia os sons pelos seus significados, enquanto um canal dorsal mapeia sons por representações articulatórias. Eles e outros sugerem que regiões auditivas posteriores nos limites têmporo-parietais são partes cruciais da interface auditivo-motora, mapeando representações auditivas por representações da fala e por melodias.

#### Neurônios-espelho e interações auditivo-motoras
O sistema de neurônios-espelho tem um papel importante nos modelos neurais de integração sensório-motora. Há evidências consideráveis de que os neurônios respondem tanto a ações quanto à observação acumulada de ações. Um sistema proposto para explicar essa compreensão das ações por parte dos neurônios é aquele em que as representações visuais das ações são mapeadas em nosso próprio sistema motor.
Alguns neurônios-espelho são ativados tanto pela observação de ações direcionadas a objetivos quanto pela produção de sons associados durante a ação. Isso sugere que a modalidade auditiva pode acessar o sistema motor. Enquanto essas interações auditivo-motoras têm sido estudadas principalmente para processos de fala, e têm focado a área de Broca's e o córtex pré-motor ventral, desde 2011, experimentos têm começado a esclarecer como essas interações são requisitadas em performances musicais. Os resultados apontam amplo envolvimento do córtex pré-motor dorsal e outras áreas motoras.

## Música e linguagem
Certos aspectos de linguagem e melodia são processados em áreas cerebrais funcionais quase idênticas. Brown, Martinez e Parsons (2006) examinaram similaridades estruturais neurológicas entre música e linguagem.  Utilizando tomografia por emissão de pósitrons, os resultados mostraram que frases melódicas e linguísticas induziram a ativação de áreas em comum, incluindo o córtex motor primário, área motora suplementar, área de Broca, lobo da ínsula, córtices auditivos primário e secundário, temporal pole, núcleos da base, tálamo ventral e o lobo posterior do cerebelo.  Foram encontradas diferenças em tendências de lateralização, uma vez que ações relacionadas à linguagem favorecem o hemisfério esquerdo, mas as ativações, majoritariamente, foram bilaterais, e produziram sobreposições significativas em todas as modalidades.
Mecanismos de informações sintáticas musicais e linguísticas demonstraram similaridades na forma como são processadas pelo cérebro. Jentschke, Koelsch, Sallat e Friederici (2008) conduziram um estudo investigando o processamento de música em crianças com distúrbios específicos de linguagem (DEL).  Crianças com desenvolvimento típico de linguagem (DTL) demostraram padrões PRE diferentes daqueles mostrados por crianças com DEL, o que reflete seus desafios em processar regularidades sintático-musicais.  Fortes correlações entre amplitudes de ERAN (Early Right Anterior Negativity—medida específica de PRE) e habilidades linguísticas e musicais fornecem evidências adicionais para a relação de processamento sintático em música e linguagem.
Contudo, produção de melodia e produção de discurso podem ser facilitadas por redes neurais diferentes. Stewart, Walsh, Frith e Rothwell (2001) estudaram as diferenças entre produção de fala e produção de melodia usando estimulação magnética transcraniana(EMT).  Stewart et al. descobriram que EMT aplicada ao lobo frontal esquerdo perturba a fala mas não a melodia, sustentando a ideia de que elas são facilitadas por áreas diferentes do cérebro. Os autores sugerem que a razão para a diferença é que a geração da fala pode estar bem localizada, mas os mecanismos adjacentes da produção melódica, não.  Alternativamente, foi sugerido que a produção da fala pode ser menos robusta do que a produção melódica e, portanto, mais suscetível a interferência.
Processamento de linguagem é uma função mais do lado esquerdo do cérebro do que do direito, particularmente da área de Broca e daárea de Wernicke, embora os papéis desempenhados pelos dois lados do cérebro no processamento de diferentes aspectos da linguagem são ainda pouco claros. Música é também processada por ambos os lados do cérebro. Evidencias recentes ainda sugerem processamento compartilhado entre  entre música e linguagem em um nível conceitual. Também foi descoberto que, entre estudantes de conservatório de música, a predominância de ouvido absoluto é maior em falantes de línguas tonais, mesmo direcionando a pesquisa por origens étnicas, mostrando que a linguagem influência como as notas musicais são percebidas.

## Processamento em músicos x não-músicos

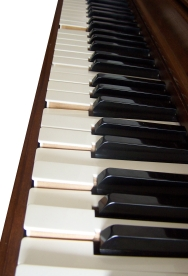
Pianistas profissionais apresentam menos ativação cortical para movimentos complexos de dedos devido a diferenças estruturais no cérebro.

### Diferenças
A estrutura cerebral em musicistas e não musicistas é claramente diferente. Gaser e Schlaug (2003) compararam estruturas cerebrais de musicistas profissionais com não musicistas e descobriram diferenças no volume de massa cinzenta em regiões motora, auditiva e visual-espacial do cérebro. Especificamente, correlações positivas foram descobertas entre status musical (profissional, amador e não musicista) e volume de massa cinzenta na área motora primária, áreasomatossensorial, pré-motora , parietal superior e anterior no giro temporal inferior bilateralmente. Essa forte associação entre status dos músicos e diferenças na massa cinzenta sustenta a noção de que seus cérebros apresentam mudanças estruturais influenciadas pelo uso. Devido a distinções em várias áreas do cérebro, é improvável que essas diferenças sejam inatas, mas sim devido às aquisições de longo prazo e repetidos estudos de habilidades musicais.
Cérebros de musicistas também apresentam diferenças funcionais daqueles de não musicistas.  Krings, Topper, Foltys, Erberich, Sparing, Willmes e Thron (2000) utilizaram imagem por ressonância magnética funcional para estudar o envolvimento de de áreas cerebrais de pianistas profissionais e de um grupo controle enquanto executavam movimentos complexos com os dedos.  Krings et al. descobriram que os pianistas profissionais apresentam níveis menores de ativação cortical em áreas motores do cérebro e concluíram que, para pianistas, uma quantidade menor de neurônios precisa ser ativada devido à prática motora acumulada a qual resulta nos diferentes padrões de ativação cortical.  Koeneke, Lutz, Wustenberg e Jancke (2004) reportaram descobertas similares em tecladistas. Tecladistas especializados e um grupo controle executaram trechos musicais complexos envolvendo uma e duas mãos. Intensas respostas hemodinâmicas foram encontradas no cerebelo, tanto em tecladistas quanto em não-tecladistas, mas nestes últimos as respostas foram mais intensas. As descobertas indicam que diferentes padrões de ativação cortical emergem das práticas motoras a longo prazo. Essa evidência sustenta dados anteriores demonstrando que músicos precisam de menos neurônios para executaram os mesmos movimentos.
Musicistas demonstraram ter significativamente mais desenvolvidos o planum temporales esquerdo, e também uma memória maior de palavras. O estudo de Chan, controlado por idade, média de notas escolares e anos de educação, descobriu que quando submetidos a um teste de memória de 16 palavras, os músicos tiveram em média de uma a duas palavras acima dos não musicistas.

### Similaridades
Estudos têm demonstrado que o cérebro humano tem uma habilidade musical implícita.  Koelsch, Gunter, Friederici e Schoger (2000) investigaram a influência de um contexto musical pregresso, relevância do papel de acordes inesperados e o grau de probabilidade de violação dos processamentos musicais em musicistas e não musicistas. Descobertas mostraram que o cérebro humano extrapola involuntariamente  expectativas sobre estímulos auditivos iminentes. Mesmo em não musicistas, expectativas extrapoladas são consistentes com teoria musical.  A habilidade de processar informações musicalmente sustenta a ideia de uma habilidade musical implícita do cérebro humano. Em um estudo seguinte, Koelsch, Schroger, e Gunter (2002) investigaram se ERAN (Early Right Anterior Negativity) e N5 poderiam ser evocados pré-atentivamente em não musicistas. As descobertas mostraram que ambos ERAN e N5  podem ser identificados mesmo em situações nas quais o estímulo musical é ignorado pelo ouvinte, indicando que existe uma musicalidade pré-atentiva (processamento pré-atentivo: que ocorre antes da atenção consciente) altamente diferenciada em cérebros humanos.

## Diferenças em gênero
Existem pequenas diferenças neurológicas em relação ao processamento hemisférico entre cérebros de homens e mulheres.  Koelsch, Maess, Grossmann e Friederici (2003) investigaram o processamento musical através de  EEG e PRE e descobriram essas diferenças. As descobertas mostraram que mulheres processam informação musical bilateralmente e homens têm o lado direito como predominante com algumas manifestações de early negativity no hemisfério esquerdo. Isso indica que homens não processam informação musical exclusivamente com o lado direito do cérebro. Em um estudo seguinte, Koelsch, Grossman, Gunter, Hahne, Schroger e Friederici (2003) descobriram que garotos apresentam lateralização de early anterior negativity no hemisfério esquerdo, mas encontraram um efeito bilateral em garotas.  Isso indica um efeito do desenvolvimento com a idade já que early negativity é lateralizada no hemisfério direito em homens e no esquerdo em garotos.

## Diferenças quanto à mão dominante
Verificou-se que canhotos, particularmente aqueles que são ambidestros, respondem melhor à memória de curto prazo para alturas do que destros.
Havia uma hipótese de que essa vantagem devia-se ao fato de que canhotos teriam mais duplicações em armazenamento em ambos hemisférios do que destros. Outros trabalhos verificaram que existem pronunciadas diferenças entre canhotos e destros (com base estatística) em como padrões musicais são percebidos, quando os sons têm origem em diferentes lugares do espaço.  Isso foi verificado, por exemplo, na Ilusão das oitavas (ver Ilusões Auditivas) e Ilusão da escala de .

## Imagens musicais
Imagens musicais se refere à experiência de reproduzir uma música imaginando-a com a mente.  Músicos demonstram uma habilidade superior para imagens musicais devido a intensos treinamentos.  Herholz, Lappe, Knief e Pantev (2008) investigaram as diferenças de processamento neural em exercícios de imaginação musical entre musicistas e não musicistas. Utilizando magnetoencefalografia (MEG), Herholz et al. examinaram essas diferenças utilizando melodias familiares entre os participante. Especificamente, o estudo examinou se mismatch negativity (MMN) pode se originar somente com  imagens dos sons. A tarefa dos participantes envolvia escutar o início de uma melodia, dar a sequência melódica apenas mentalmente e, finalmente, escutar uma nota correta//incorreta como continuação da melodia.  A capacidade de imaginação dessas melodias foram fortes o suficiente para se obter uma resposta cerebral pré-atentiva antecipada das violações imprevistas nas melodias imaginadas pelos músicos. Esses resultados indicam que correlações neurais similares são utilizadas na percepção e imaginação de músicos treinados.  Além disso, essas descobertas sugerem que modificações da mismatch negativity da imagem (iMMN) através de intenso treinamento musical resulta na obtenção de uma habilidade superior para processamento imagético e pré-atentivo de música.
Processos musicais perceptivos e imagens musicais podem compartilhar de um substrato neural no cérebro. Um estudo com tomografia por emissão de pósitron conduzido por Zatorre, Halpern, Perry, Meyer e Evans (1996) investigaram mudanças do fluxo sanguíneo cerebral relacionadas com imagem auditiva e atividades perceptiva. A pesquisa examinou o envolvimento de regiões anatômicas em particular assim como semelhanças funcionais entre processos perceptivos e imagéticos. Padrões similares de mudanças no fluxo sanguíneo cerebral forneceram evidências sustentando a ideia de que processos de imagem compartilham de um substancial substrato neural com processos perceptivos semelhantes. Atividade neural bilateral no córtex auditivo secundário foi associado com ambas imaginação e percepção de músicas. Isso implica que dentro do córtex auditivo secundário, alguns processos fundamentam a impressão fenomenológica dos sons imaginados.  A área motora suplementar estava ativa em ambas as atividades perceptivas e de imagem, sugerindo uma vocalização oculta, mental, como um elemento da imagem musical. O fluxo sanguíneo cerebral aumentou no inferior frontal polar cortex e no tálamo direito sugerindo que essas regiões podem estar relacionadas à recuperação e/ou geração de informação auditiva da memória.

## Emoção
Música é capaz de criar experiências incrivelmente prazeirosas que podem ser descritas como "chills". Blood e Zatorre (2001) usaram tomografia por emissão de pósitrons para medir mudanças no fluxo sanguíneo cerebral enquanto participantes escutavam a músicas que eles sabiam que lhes causavam "chills" ou qualquer tipo de resposta emocional intensamente agradável. Descobriram que à medida que as sensações agradáveis aumentam, muitas mudanças no fluxo sanguíneo cerebral são vistas em regiões cerebrais como a amígdala, córtex orbitofrontal, corpo estriado, mesencéfalo, e o prefrontal córtex pré-frontal ventromedial. Muitas dessas áreas parecem estar ligadas a recompensa, motivação, emotiva, e excitativa, e também são ativadas em outras situações aprazíveis As respostas agradáveis resultantes possibilita a liberação de dopamina, serotonina, e oxitocina. Núcleo accumbens está envolvido tanto em emoções ligadas à música, quanto ao timing rítmico.
 De acordo com o National Institute of Health (EUA), crianças e adultos vítimas de traumas emocionais têm a possibilidade de se beneficiarem do uso da música em uma variedade de formas. O uso terapêutico da música têm sido essencial na ajuda a crianças com dificuldade de foco, ansiedade e funções cognitivas. A musicoterapia têm também ajudado crianças a enfrentarem o autismo, câncer infantil e dor proveniente de tratamentos.
Emoções induzidas por música ativam regiões cerebrais frontais similares comparadas com emoções provenientes de outros estímulos. Schmidt e Trainor (2001) descobriram que a valência (i.e. positivo x negativo/música ’triste’ x música ‘feliz’) de segmentos musicais foram distinguidos por padrões de atividade EEG frontal.  Trechos musicais alegres e felizes foram associados com aumento de atividade EEG frontal esquerda enquanto que trechos tristes foram associados com aumento da atividade EEG frontal direita. Além disso, a intensidade das emoções diferenciou-se do padrão total de atividade EEG frontal.  A atividade total da região frontal aumentou à medida que estímulos musicais afetivos tornaram-se mais intensos.
Quando melodias desagradáveis são tocadas, a seção posterior do giro do cíngulo é ativada, o que indica um senso de conflito ou dores emocionais. O hemisfério direito também demonstra correlações com emoção, o qual pode também ativar áreas no giro do cíngulo em períodos de dores emotivas, especificamente rejeições sociais (Eisenberger). Essa evidência, junto com outras observações, leva muitos teóricos, filósofos e neurocientistas a ligarem emoção à tonalidade. Isso parece quase óbvio porque os tons em música parecem a caracterização dos tons da fala humana, os quais indicam conteúdo emocional. As vogais nos fonemas de uma canção são prolongadas para um efeito dramático, e isso seria como se as notas musicais fossem simplesmente formas exageradas de uma tonalidade verbal normal.

## Memória

### Neuropsicologia da memória musical
Memória musical trabalha sistemas de memória explícitos e implícitos. Memória musical explícita é igualmente diferenciada entre episódica (onde, quando e o que da experiência musical), e semântica (memória para conhecimento de músicas incluindo fatos e conceitos emocionais). Memória implícita foca no ‘como’ da música e envolve processos automáticos como memória processual e aprendizado de habilidades manuais – em outras palavras habilidades essenciais para tocar um instrumento. Samson e Baird (2009) descobriram que a habilidade de músicos que sofrem de mal de Alzheimer de tocar um instrumento (memória processual implícita)  pode ser preservada.

### Correlações neurais da memória musical
Um estudo com tomografia por emissão de pósitrons observando as correlações neurais entre semântica musical e memória episódica  descobriram padrões de ativação distintas. Memória musical semântica envolve um senso de familiaridade com músicas. Essa memória semântica para a condição musical resultou em ativação bilateral no córtex frontal orbital e medial, no giro angular esquerdo e na região anterior esquerda do giro temporal médio. Esses padrões sustentam a assimetria funcional favorecendo o hemisfério esquerdo para memória semântica. Regiões temporal anterior esquerda e frontal inferior que foram ativadas em atividades de memória musical semântica produziram picos de ativação especificamente durante a apresentação de  material musical, sugerindo que essas regiões são de alguma forma especializadas funcionalmente em representações semântica musicais.
Memória episódica de informações musicais envolve a habilidade de relembrar o contexto formal associado com a passagem musical. Em uma situação de memória episódica evocada para música, ativações foram descobertas bilateralmente no giro frontal superior e médio e no precuneus, com ativação predominante do hemisfério direito. Outros estudos descobriram que o precuneos se ativou em uma recordação episódica bem sucedida. Como ele foi ativado na condição  de memória familiar de uma memória episódica, essa ativação pode ser explicada pela recordação bem sucedida da melodia.
Quando se trata de memória para alturas musicais, aparentemente existe uma rede cerebral dinâmica e distribuída que facilita o processo de memória de alturas. Gaab, Gaser, Zaehle, Jancke e Schlaug (2003) examinaram a anatomia funcional para memória de altura utilizando imagem por ressonância magnética funcional.  A análise quantitativa da performance em uma atividade envolvendo memória para alturas resultou em correlações significativas entre boas performances e o giro supramarginal assim como o cerebelo dorsolateral.  Os achados indicam que o cerebelo dorsolateral pode atuar como um processador discriminativo de alturas e o giro supramarginal pode atuar como local de armazenamento à curto-prazo de informações de alturas. O hemisfério esquerdo sobressaiu em tarefas de memória de alturas comparado ao direito.

### Efeitos terapêuticos da música para a memória
Treinamentos musicais têm demonstrado ajudar memória . Altenmuller et al. estudaram a diferença entre instrução musical ativa e passiva e descobriram que, em um período de tempo mais longo, os alunos ensinados ativamente retinham muito mais informações do que os alunos ensinados passivamente. Os alunos com ensino ativo também apresentaram maior ativação do córtex cerebral. Os alunos ensinados passivamente não estavam perdendo seu tempo; eles, junto com o grupo ativo, exibiram maior atividade do hemisfério esquerdo, o que é típico de músicos treinados.
Pesquisas sugerem que ouvimos as mesmas canções repetidamente por causa do sentimento de nostalgia. Um estudo importante, publicado na revista Memory & Cognition, descobriu que a música permite que a mente evoque memórias do passado.

## Atenção
Treder et al. identificaram correlatos neurais de atenção quando da escuta de padrões de música polifônica simplificada. Em um experimento musical excêntrico baseado na escuta de áudios, os participantes alternaram a atenção seletiva entre três diferentes instrumentos, cada instrumento ocasionalmente tocando uma ou várias notas divergentes de um padrão repetitivo. Comparando instrumentos notados e não notados, análises de PRE mostraram respostas específicas quanto ao instrumento e quanto ao tema (tema musical) incluindo P300 e componentes auditivos antecipados. Os instrumentos notados poderiam ter sido classificados como desligados com alto grau de precisão. Isso indica que a atenção prestada a um instrumento em particular em uma música polifônica pode ser inferida por EEG em andamento, uma descoberta que é potencialmente relevante para a construção de mais interfaces cérebro-computador baseadas em escuta musical.

## Desenvolvimento
Crianças de quatro anos de idade com aptidões musicais demonstraram ter maior coerência intra-hemisférica do hemisfério esquerdo. Músicos também mostraram ter mais desenvolvidos porções anteriores do corpo caloso no estudo de Cowell et al. de 1992. Isso foi confirmado no estudo de Schlaug et al. de 1995, que descobriu que músicos eruditos entre 21 e 36 anos têm significantemente maior controle do o corpo caloso anterior do que não-musicistas. Schlaug também descobriu que há uma forte correlação de exposição musical antes da idade de sete anos e um grande aumento no tamanho do corpo caloso. Essas fibras estreitam os hemisférios esquerdo e direito sugerindo aumento na retransmissão entre ambos os lados do cérebro. Isso sugere uma fusão entre o processo tonal-emotivo-espacial do hemisfério direito e o processo linguístico do hemisfério esquerdo. Essa ampla comunicação entre diferentes áreas do cérebro pode contribuir para que a habilidade musical ajude a funcionalidade da memória.

## Imparidade

### Distonia focal da mão
Distonia focal da mão é uma disordem de movimento relacionada com atividades ocupacionais que requerem movimentos repetitivos da mão.  Está associada com processos anormais nos córtices pré-motor e sensório primário.  Um estudo com Imagem por Ressonância Magnética Funcional examinou cinco guitarristas com distonia focal da mão.  O estudo reproduziu uma tarefa específica para distonia da mão ao fazer os guitarristas usarem um braço de guitarra real dentro de um scanner, bem como tocar um exercício nesta guitarra para acionar a anormalidade de movimento da mão. Os guitarristas distônicos apresentaram significativamente mais ativação do córtex sensório-motor primário contralateral bem como uma subativação bilateral de áreas pré-motoras. Esse padrão de ativação representa um recrutamento anormal de áreas corticais relacionadas a controle motor. Mesmo em músicos profissionais, o envolvimento generalizado da região cortical bilateral é necessária para produzir complexos movimentos manuais como escalas e arpejos.  A mudança anormal da ativação pré-motora para a sensório-motora correlaciona diretamente com a distonia de mão induzida pela guitarra.

### Agnosia musical
Agnosia musical, uma agnosia auditiva, é uma síndrome de deficiência seletiva no reconhecimento musical. Três casos de agnosia musical foram examinados por Dalla Bella e Peretz (1999); CN, GL e IR. Todos os três pacientes sofreram danos bilaterais no córtex auditivo, o que resultou em dificuldades musicais, enquanto a compreensão da fala permaneceu intacta. A deficiência é específica para o reconhecimento de melodias antes familiares. Eles são poupados no reconhecimento de sons ambientes e no reconhecimento de letras. Peretz (1996) estudou a agnosia musical do paciente CN mais a fundo e relatou uma deficiência inicial no processamento de alturas enquanto o processamento temporal foi poupado. Posteriormente, CN recuperou suas habilidades de processamento de alturas, mas permaneceu com a deficiência no reconhecimento de melodia e nos juízos quanto a familiaridade.
Agnosias musicais podem ser categorizadas baseado no processo do qual é deficiente o indivíduo. Agnosia musical aperceptiva é relacionada com a deficiência ao nível da análise perceptiva envolvendo a inabilidade de decodificar uma informação musical corretamente. Agnosia musical associativa é a deficiência do sistema representacional o qual distorce o reconhecimento de uma música. Muitos casos de agnosia musical resultaram de casos cirúrgicos envolvendo a artéria média. Estudos com pacientes têm arregimentado uma vasta quantidade de evidências demonstrando que o lado esquerdo do cérebro é mais adequado para guardar representações de memória musical de longo prazo e que o lado direito é importante no controle do acesso a essas representações. Agnosias musicais associativas tendem a ser causadas por danos no hemisfério esquerdo do cérebro, enquanto agnosia musical aperceptiva reflete os danos no hemisfério direito.

### Amusia congênita
Amusia congênita, também conhecida como surdez musical, é o termo para problemas musicais congênitos os quais não são atribuíveis à retardos mentais, falta de exposição a música ou surdez propriamente dita, ou mesmo dano cerebral após o nascimento. Em estudos de fMRI, descobriu-se que cérebros amúsicos têm menos matéria branca e córtex mais espesso no córtex frontal inferior direito do que os cérebros do grupo controle. Essas diferenças sugerem desenvolvimento neuronal anormal no córtex auditivo e no giro frontal inferior, duas áreas que são importantes no processamento de alturas musicais.
Estudos com aqueles que apresentam amusia  sugerem que diferentes processos retóricos estão envolvidos entre a fala e a música. Amúsicos congênitos carecem da habilidade de distinguir entre alturas e, assim, são, por exemplo, insensíveis à dissonâncias e ao toque de uma nota errada ao piano. Eles também não podem ser ensinados a se lembrar de uma melodia ou entoar uma canção; ainda assim, eles são capazes de ouvir a entonação de um discurso, por exemplo, distinguir entre “você fala português” e “você fala português?”, quando falado ou perguntado.

### Dano amigdalar

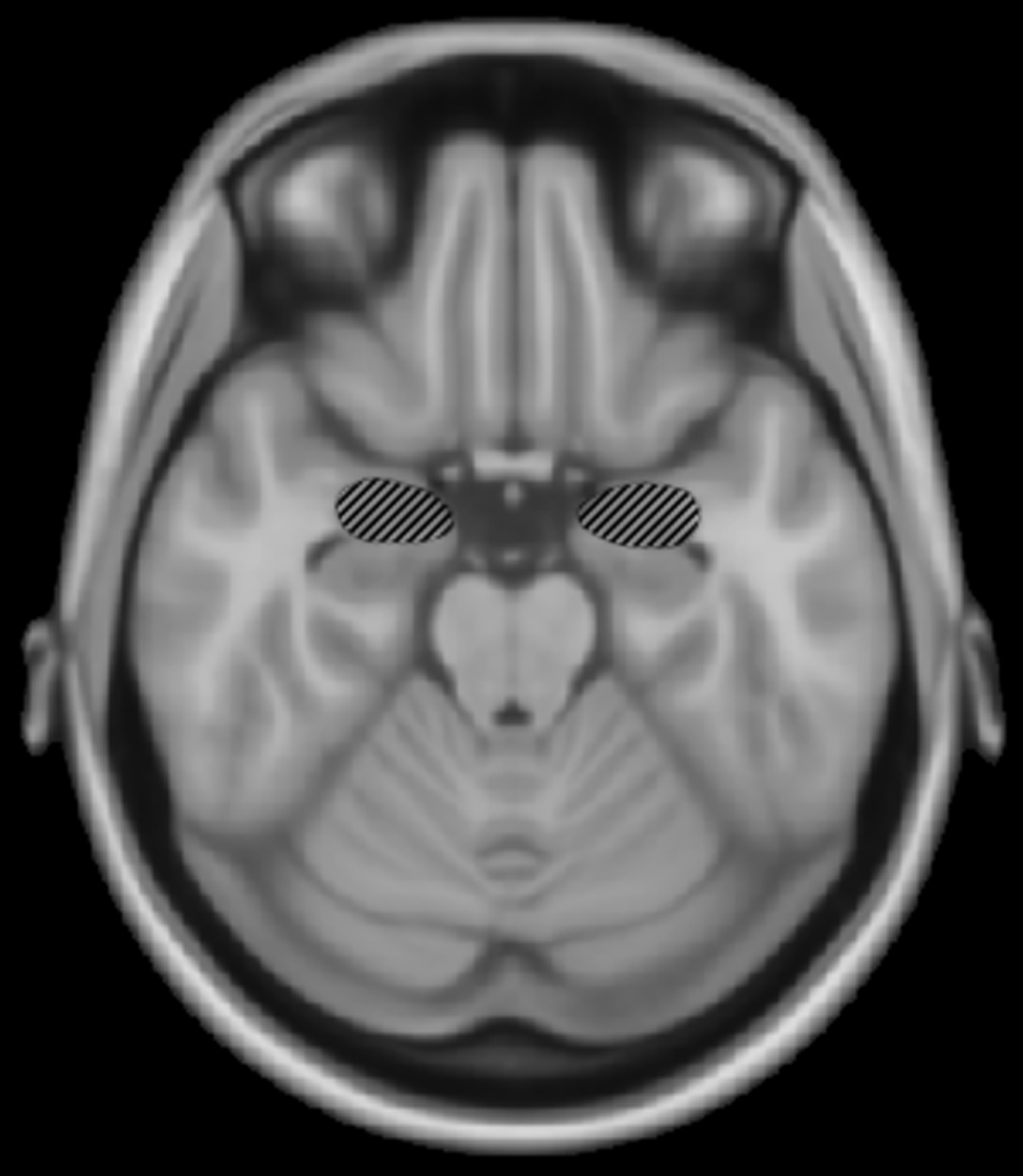
Danos à amígdala podem debilitar o reconhecimento de músicas sombrias.

Danos à amígdala acarreta deficiências emocionais seletivas no que se refere a reconhecimento musical.  Gosselin, Peretz, Johnsen e Adolphs (2007) estudaram S.M., uma paciênte com danos bilaterais na amígdala, porém com o lobo temporal intacto e descobriram que S.M. era incapaz de reconhecer músicas sombrias e tristes. A percepção de S.M. era normal para músicas alegres, assim como era sua habilidade em usar deixas, como tempo, para distinguir entre músicas alegre e felizes. Afigura-se que danos específicos à amígdala pode comprometer seletivamente a capacidade de reconhecimento de músicas assustadoras.

### Déficit seletivo de leitura musical
Deficiências musicais específicas podem resultar de danos cerebrais, deixando outras habilidades musicais intactas.  Cappelletti, Waley-Cohen, Butterworth e Kopelman (2000) estudaram o caso único do paciente P.K.C., músico profissional que tinha danos no lobo temporal posterior e uma pequena lesão occipitotemporal.  Após sofrer danos nessas regiões, P.K.C. foi seletivamente prejudicado em habilidades de leitura, escrita e compreensão de notação musical, mas manteve outras habilidades musicais. A capacidade de ler em voz alta letras, palavras, números e símbolos, incluindo símbolos musicais, permaneceu. No entanto, P.K.C. ficou incapacitado de ler notas musicais em pauta, independentemente se a atividade envolvia nomear com letras convencionais, cantando ou tocando. Apesar do déficit específico, P.K.C. reteve a habilidade de lembrar e tocar melodias novas e familiares.

### Arritmia auditiva
Arritmia de modalidade auditiva é definida como um distúrbio do senso rítmico; inclui déficits como a incapacidade de tocar alguma música ritmicamente, de manter o tempo da música e de discriminar entre padrões e reproduzi-los rítmicamente.  Uma pesquisa sobre elementos das funções rítmicas examinou o paciente H.J., que adquiriu arritmia depois de sofrer um infarto temporoparietal direito.  Danos nessa região prejudicou o paciente em seu sistema central de timing, o qual é essencialmente a base da sua deficiencia rítmica global. H.J. foi incapaz de gerar pulsos constantes em uma atividade de ritmo.  Essas descobertas sugerem que manter o tempo musical depende do funcionamento do córtex auditivo temporal direito.